# Diocesi di Laohekou
La diocesi di Laohekou (in latino Dioecesis Laohocheuvensis) è una sede della Chiesa cattolica in Cina suffraganea dell'arcidiocesi di Hankou. Nel 1950 contava 20.445 battezzati su 2.500.000 abitanti. La sede è vacante.

## Territorio
La diocesi comprende parte della provincia cinese di Hubei.
Sede vescovile è la città di Laohekou.

## Storia
Il vicariato apostolico di Hupeh nord-occidentale fu eretto il 2 settembre 1870 con il breve Quae Christianae rei di papa Pio IX, ricavandone il territorio dal vicariato apostolico di Hupeh (oggi arcidiocesi di Hankou).
Il 3 dicembre 1924 assunse il nome di vicariato apostolico di Laohokow (Laohekou) in forza del decreto Vicarii et Praefecti della Congregazione di Propaganda Fide.
Il 25 maggio 1936 cedette una porzione del suo territorio a vantaggio dell'erezione della prefettura apostolica di Xiangyang (oggi diocesi).
L'11 aprile 1946 il vicariato apostolico è stato elevato a diocesi con la bolla Quotidie Nos di papa Pio XII.
Secondo fonti giornalistiche e agenzie di stampa, la diocesi è oggi comunemente nota con il nome di diocesi di Xiangfan, ed accorperebbe i territori della diocesi di Xiangyang e forse della prefettura apostolica di Suixian.

## Cronotassi dei vescovi
Si omettono i periodi di sede vacante non superiori ai 2 anni o non storicamente accertati.
- Cesare Dalceggio, O.F.M. † (1871 - 2 agosto 1871 deceduto)
- Pasquale Bili, O.F.M.Ref. † (19 dicembre 1876 - 12 maggio 1878 deceduto)
- Ezechia Banci, O.F.M.Ref. † (23 settembre 1879 - 22 settembre 1903 deceduto)
- Fabiano Francesco Landi, O.F.M. † (10 maggio 1904 - 30 giugno 1920 deceduto)
- Luigi Ermenegildo Ricci, O.F.M. † (21 febbraio 1922 - 18 ottobre 1930 dimesso)
- Alfonso Maria Ferroni, O.F.M. † (27 gennaio 1932 - 10 marzo 1966 deceduto)

## Statistiche
La diocesi nel 1950 su una popolazione di 2.500.000 persone contava 20.445 battezzati, corrispondenti allo 0,8% del totale.
| anno | popolazione | popolazione | popolazione | presbiteri | presbiteri | presbiteri | presbiteri                | diaconi | religiosi | religiosi | parrocchie |
| anno | battezzati  | totale      | %           | numero     | secolari   | regolari   | battezzati per presbitero | diaconi | uomini    | donne     | parrocchie |
| ---- | ----------- | ----------- | ----------- | ---------- | ---------- | ---------- | ------------------------- | ------- | --------- | --------- | ---------- |
| 1950 | 20.445      | 2.500.000   | 0,8         | 27         | 12         | 15         | 757                       |         | 6         | 46        | 14         |